# Форум на Август
Форумът на Август (на латински: Forum Augusti) е вторият от четирите императорски форуми в Рим. На дължина е бил 125 м., а на ширина 118 м.
Построен е по заповед на император Октавиан Август. Най-важното съоръжение на форума е бил храма, посветен на Марс Отмъстител (Mars Ultor); осветен през 2 г. пр.н.е.. Храмът е бил построен от карарски мрамор, и по план приличал на храма Venus Genetrix на форума на Юлий Цезар. В центъра се намирала статуя на Марс, обкръжена от статуи на Венера и обожествения Цезар. Там също се съхранявал меча на Цезар и знамената на победените парти.
Форумът е служил за възхвала на императора и възстановява старите традиции. За тази цел с полукръгли ниши (екседри) се били поставени статуи на Еней, носещ баща си на раменете си, и Ромул, според преданието, син на Марс, а също и статуи на важни мъже в Републиката (summi viri). На постамента на всяка статуя била поставена информация за живота и делата на този човек (Elogium). В центъра на площада, пред храма се намирала статуя на Август на колесница.
В днешни дни се съхранява само част от форума на Август: няколко колони от храма и стълба. Колекцията от артефакти, а също и част от полукръглите ниши от Форума се намират в Casa dei Cavalieri di Rodi (Дом на Рицарите от Родос).
|  | Тази страница частично или изцяло представлява превод на страницата „Форум Августа“ в Уикипедия на руски. Оригиналният текст, както и този превод, са защитени от Лиценза „Криейтив Комънс – Признание – Споделяне на споделеното“, а за съдържание, създадено преди юни 2009 година – от Лиценза за свободна документация на ГНУ. Прегледайте историята на редакциите на оригиналната страница, както и на преводната страница, за да видите списъка на съавторите. ВАЖНО: Този шаблон се отнася единствено до авторските права върху съдържанието на статията. Добавянето му не отменя изискването да се посочват конкретни източници на твърденията, които да бъдат благонадеждни. |